# Lowell (Oregon)
Lowell – miasto w Stanach Zjednoczonych, w stanie Oregon, w hrabstwie Lane.